# کیرن، کشمیر آزاد
کیرن (به انگلیسی: Keran) یک روستا در پاکستان است که در ناحیه نیلم واقع شده‌است. کیرن ۱٬۵۲۴ متر بالاتر از سطح دریا واقع شده‌است.